# Toirdhealbhach Óg Donn mac Aodha meic Toirdhealbhaigh
Toirdhealbhach Óg Donn mac Aodha meic Toirdhelbhaigh Ua Conchobhair Donn  (mort le 9 décembre 1406)  est  Co-roi de Connacht  et le 1er chef de la lignée des Ua Conchobhair Donn de 1384 à 1406.

## Origine
Toirdhealbhach Óg Donn mac Aodha meic Toirdhelbhaigh est le fils d'Aodh mac Toirdhealbhaigh

## Règne
Après la mort de  Ruaidhrí mac Toirdhealbhaigh en 1384,  Toirdhealbhach Óg Donn mac Aodha Ua Conchobhair Donn est désigné comme roi de Connacht  par les Mac Donagh, les O'Connor Sligo et les Burke de Clanricard du sud Connacht qui maintenaient des liens tenus avec l’administration anglaise de Dublin et revendiquaient le droit d'exercer la juridiction royale sur la province. La faction de Toirdhealbhach Ruadh mac Aodha meic Feidhlimidh Ua Conchobhair Ruadh avait normalement le soutien des  Ó Ceallaigh roi  d'Uí Maine, des Marc Diarmata (Mac Dermott) roi de Moylurg, du Clan Muircheartaigh Uí Conchobhair et des autres chefs du Connacht dont le Síl Muiredaig ainsi que des Bourke gaelisés du nord du Connacht qui le reconnaissent comme roi.
Un conflit éclate entre les deux parties et il s'achève par une partition du Connacht entre les Ua Conchobair Ruadh et les Ua Conchobair Donn. Deux souverains seulement seront incontestés à l'avenir : Cathal mac Ruaidhrí entre 1426 et 1439 et Feidhlimidh Geangcach mac Toirdhealbhaigh Óig entre 1466 et 1474 le titre même de roi de Connacht disparaîtra à la mort du dernier prétendant Feidhlimidh Fionn mac Taidgh Ua Conchobhair Ruadh le 12 avril 1490
Le 9 décembre 1406, 16 jours avant Noël, Toirdhealbhach Óg Donn mac Aodha co-roi de Connacht  après « 21 ans de co-souveraineté »  est tué par Cathal Duble fils ainé de Toirdhealbhach Ruadh mac Aodha meic Feidhlimidh l'autre co-souverain  de la lignée des Ua Conchobair Ruadh. Le meurtre est perpétué à  Crecan par Fidicen, dans le Clan Conway dans la résidence de Seaan le fils de Edmund fils de Hubert fils de Sir David Burke. Ce dernier ainsi que Ben Mumann, fille de Aodh mac Feidhlimidh et Diarmaid O'Tanaiden, font partie de la conjuration  Il a comme successeur tant à la tête des Ua Conchobhair Donn que comme co-roi titulaire de Connacht son cousin germain Cathal mac Ruaidhrí.

## Postérité
Toirdhealbhach Óg Donn laisse deux fils : 
- Aodh mac Toirdhealbhaigh Óig.
- Feidhlimidh Geangcach mac Toirdhealbhaigh Óig.

## Sources
- (en) T.W Moody, F.X. Martin, F.J. Byrne A New History of Ireland IX Maps, Genealogies, Lists. A companion to Irish History part II . Oxford University Press réédition 2011  (ISBN 9780199593064). « O'Connors Ó Conchobhair Kings of Connacht 1183-1474  » p. 223-225 et généalogie n°28 et 29 (a)  p. 158-159.
- (en) Goddard Henry Orpen Ireland under the Normans Oxford at the Clarendon Press, 1968, vol. I à vol. IV
- (en) Art Cosgrove, A New History of Irland, Volume II  Medieval Ireland 1169-1534, Oxford, Oxford University Press, 2008, 1066 p. (ISBN 978-0-19-953970-3), p. 576-579 chapitre XX Ireland beyond Pale 1399-1460 :   Connacht: O’ Conchobhair Donn versus O’ Conchobhair Ruadh